# جيان زيريغنون
بادي دانيال جيان زيريغنون (مواليد 13 مايو 1994) هو لاعب كرة قدم إيفواري يلعب في نادي رفيق الليبي.